# Wolfgang Heise
Peter Wolfgang Heise (* 8. Oktober 1925 in Berlin; † 10. April 1987 in Ost-Berlin) war ein deutscher Philosoph, der an der Humboldt-Universität zu Berlin lehrte und zu den wichtigsten Philosophen der DDR zählte.

## Leben
Die Familie von Wolfgang Heise wurde in der NS-Zeit verfolgt. Seine Mutter musste wegen ihrer jüdischen Abstammung Zwangsarbeit leisten, und sein Vater Wilhelm Heise erhielt wegen seiner Ehefrau Berufsverbot. Nach 1945 wurde Heise Mitglied der KPD, die 1946 mit der SED zwangsvereinigt wurde. 1946 war sein Vater als Dekan der Pädagogischen Fakultät der Berliner Universität tätig, als Heise dort ein Philosophie-Studium begann, das er 1952 mit einer Dissertation über Johann Christian Edelmann abschloss. 1963 folgte die Habilitation zum Thema Entwicklungstendenzen der modernen bürgerlichen Philosophie in Deutschland.
Heise wurde Ordentlicher Professor für Geschichte der Philosophie an der Sektion Ästhetik und Kunstwissenschaften der Humboldt-Universität zu Berlin. Von 1963 bis 1964 war er Leiter der Fachrichtung Philosophie. Wegen seines Eintretens für Robert Havemann wurde er 1964 als Prorektor für Gesellschaftswissenschaften entpflichtet. Von 1965 bis 1966 war er Dekan der Philosophischen Fakultät. Während des Prager Frühlings 1968 wechselte er in den Bereich Ästhetik/Kulturtheorie bzw. das Institut für Ästhetik. Ab 1972 war er ordentlicher Professor für Geschichte der Ästhetik.
Als korrespondierendes Mitglied gehörte er der Akademie der Wissenschaften an. Er wurde 1982 mit dem Nationalpreis der DDR für Wissenschaft und Technik III. Klasse geehrt.
Heise war mit der Literaturwissenschaftlerin Rosemarie Heise verheiratet. Aus ihrer Ehe gingen zwei Kinder hervor: Andreas und Thomas. In dem  2019 entstandenen Film „Heimat ist ein Raum aus Zeit“ setzt sich sein Sohn Thomas Heise anhand von Archivmaterial dreier Generationen mit seiner Familie auseinander.

## Schüler und Rezeption
Zu den Studenten, die Heise unterrichtete, gehörten neben Fritz Marquardt und Jürgen Kuttner die späteren Dissidenten Rudolf Bahro und Wolf Biermann, der Heise bei der nachträglichen Überreichung seiner Urkunde als Diplom-Philosoph im Jahre 2008 als den „wahrscheinlich einzig richtigen Philosophen in der ganzen DDR“ bezeichnete und hinzufügte, dass Heise zu jenen gehört habe, die an der Marxschen Utopie von einer befreiten Gesellschaft festhielten, aber zugleich mit den restriktiven Verhältnissen in der DDR nicht zurechtkamen. Dazu sang Biermann:
Mein Lehrer Wolfgang Heise

Im Krieg der Illusionen

Ein Waisenkind der Weisheit

Und ist daran zerbrochen

Brach auf zur letzten Reise

Im Jahre Sieb’n-und-achtzig

Hat haßgeliebt sein Vaterland

Sein Herz blieb stehn aus Rebellion

Er war mein DDR-Voltaire,

Denn er durchschaute immer schon

Auch seine eig’ne Illusion

Ce qui touche le cœur …
Zu seinem Tod 1987 schrieb Heiner Müller

„… er war Prorektor bis zu seiner Weigerung, eine Resolution gegen Robert Havemann zu unterschreiben […]. Er war wichtig als Anregung und Motivation für die Studenten, für Autoren und Maler […]. Er hat jahrzehntelang versucht, die Vernunft, die Ratio, oder was er als Marxist dafür hielt, zu behaupten in einer zunehmend absurden und irrationalen Welt, in einem System, das langsam in den Veitstanz überging oder in die Katatonie […]. Als ich erfuhr, dass er tot ist, habe ich zum ersten Mal seit Jahrzehnten geweint.“

## Porträt
- Ronald Paris: Prof. W. Heise, Berlin (1967, Öl, 68 × 58 cm)[6]

## Werk (Auswahl)
- Gerd Irrlitz, Ernst Müller (Hrsg.): Schriften in zwei Bänden. Band 1: Schriften 1975–1987. Band 2: Aus seinem Leben und Denken. Stroemfeld, Frankfurt am Main / Basel 2013, ISBN 978-3-86600-153-4.
- Hölderlin. Schönheit und Geschichte. Mit einer Nachbemerkung von Rosemarie Heise. Aufbau Verlag, Berlin / Weimar 1988, ISBN 3-351-00641-1

## Dokumentarfilm
- Heimat ist ein Raum aus Zeit. Dokumentarfilm von Thomas Heise über drei Generationen seiner Familie, D/AT 2019, 219 Minuten[2][7]